# Cinquième district congressionnel du New Jersey
Le 5e district congressionnel du New Jersey est représenté par le Démocrate Josh Gottheimer, qui siège au Congrès depuis 2017. Le district s'étend sur toute la frontière nord de l'État et comprend la majeure partie du Comté de Bergen, ainsi que des parties du Comté de Passaic et du Comté de Sussex.
Historiquement, la plupart des zones du district ont généralement été favorables aux Républicains. Cela est particulièrement vrai de la partie ouest, qui contient certaines des zones les plus républicaines du nord-est. Cependant, le Comté de Bergen a eu une tendance Démocrate lors des récentes élections, mais pas aussi majoritairement que dans la partie sud plus urbanisée du Comté de Bergen, cette dernière partie se trouvant dans le neuvième district congressionnel. En partie grâce à une solide performance dans le Comté de Bergen, Josh Gottheimer a renversé le Représentant Républicain sortant Scott Garrett, tenant du siège depuis 14 ans en 2016. Cela a fait de Garrett le seul des douze titulaires de l'État à perdre sa réélection cette année-là et c'était la première fois qu'un Démocrate remportait ce siège depuis 1930.
Depuis le redécoupage au début des années 1990, ce district a pris la forme d'un L, comprenant les parties rurales du nord et de l'ouest du New Jersey ainsi que des parties de Passaic et du Comté de Bergen. Après un redécoupage fin 2021, basé sur le recensement de 2020, le 5e a perdu toutes ses villes du Comté de Warren. Il contient également moins de Comté de Sussex et une plus grande partie de l'est du Comté de Bergen que ce n'était le cas dans les années 2010, ce qui rend le district un peu plus Démocrate.

## Comtés et municipalités dans le district
Pour le 118e Congrès et les successifs (basés sur le redécoupage à la suite du recensement des États-Unis de 2020), le district contient tout ou partie de trois comtés et 65 municipalités.

### Comté de Bergen(47)
Allendale, Alpine, Bergenfield, Bogota, Closter, Cresskill, Demarest, Dumont, Emerson, Englewood, Englewood Cliffs, Fair Lawn, Fort Lee, Glen Rock, Hackensack, Harrington Park, Haworth, Hillsdale, Ho-Ho-Kus, Leonia, Mahwah, Maywood (en partie, également dans le 9e), Midland Park, Montvale, New Milford, Northvale, Norwood, Old Tappan, Oradell, Palisades Park, Paramus, Park Ridge, Ramsey, Ridgefield Park, Ridgewood, River Edge, River Vale, Rockleigh, Saddle River, Teaneck, Tenafly, Upper Saddle River, Waldwick, Washington Township, Westwood, Woodcliff Lake, Wyckoff.

### Comté de Passaic(4)
Bloomingdale, Ringwood, Wanaque, West Milford

### Comté de Sussex(14)
Andover Township, Branchville, Frankford Township, Franklin, Hamburg, Hampton Township, Hardyston Township, Lafayette Township, Montague Township, Newton, Sandyston Township, Sussex, Vernon Township, Wantage Township.

## Historique de vote
Selon les frontières actuelles : 
| Année | Poste      | Résultats                |
| ----- | ---------- | ------------------------ |
| 2016  | Président  | Clinton 52,2 % - 44,5 %  |
| 2017  | Gouverneur | Murphy 53,4 % - 44,6 %   |
| 2018  | Sénat      | Menendez 51,5 % - 44,5 % |
| 2020  | Président  | Biden 55,6 % - 43,2 %    |
| 2020  | Sénat      | Booker 55,4 % - 42,8 %   |
| 2021  | Gouverneur | Murphy 50,1 % - 49,2 %   |

Selon les anciennes frontières :
| Année | Poste      | Résultats                   |
| ----- | ---------- | --------------------------- |
| 2000  | Président  | Bush 52,0 % - 45,0 %        |
| 2004  | Président  | Bush 57,0 % - 43,0 %        |
| 2008  | Président  | McCain 54,0 % - 45,0 %      |
| 2012  | Président  | Romney 51,0 % - 48,0 %      |
| 2016  | Président  | Trump 49,0 % - 48,0 %       |
| 2017  | Gouverneur | Murphy 48,2 % - 48,1 %      |
| 2020  | Président  | Biden 51,0 % - 46,0 %       |
| 2020  | Sénat      | Booker 51,7 % - 46,5 %      |
| 2021  | Gouverneur | Ciattarelli 53,2 % - 45,9 % |

## Liste des Représentants du district
| Membre                           | Parti                 | Années                              | Congrès        | Histoire électorale | Zone géographique                                                                                                  |
| -------------------------------- | --------------------- | ----------------------------------- | -------------- | --- | --- |
| District établit le 4 mars 1799  |                       |                                     |                | | |
| Franklin Davenport (en)          | Fédéraliste           | 4 mars 1799 - 3 mars 1801           | 6e             | Élu en 1798. Redécoupage vers le district at-large et perd sa réélection. | Cape May, Cumberland, Gloucester, et Salem                                                                         |
| District supprimé le 3 mars 1801 |                       |                                     |                | | |
| District rétablit le 4 mars 1843 |                       |                                     |                | | |
| William Wright (en)              | Whig                  | 4 mars 1843 - 3 mars 1847           | 28e , 29e      | Élu en 1842. Réélu en 1844. Retrait pour se présenter comme Gouverneur. | Bergen, Essex, Hudson et Passaic                                                                                   |
| Dudley S. Gregory (en)           | Whig                  | 4 mars 1847 - 3 mars 1849           | 30e            | Élu en 1846. Retrait. | Bergen, Essex, Hudson et Passaic                                                                                   |
| James G. King                    | Whig                  | 4 mars 1849 - 3 mars 1851           | 31e            | Élu en 1848. Retrait. | Bergen, Essex, Hudson et Passaic                                                                                   |
| Rodman M. Price (en)             | Démocrate             | 4 mars 1851 - 3 mars 1853           | 32e            | Élu en 1850. Perd sa réélection. | Bergen, Essex, Hudson et Passaic                                                                                   |
| Alexander C. M. Pennington (en)  | Whig                  | 4 mars 1853 - 3 mars 1855           | 33e , 34e      | Élu en 1852. Réélu en 1854. Retrait. | 1853–1863 Essex et Hudson                                                                                          |
| Alexander C. M. Pennington (en)  | Opposition Party (en) | 4 mars 1855 - 3 mars 1857           | 33e , 34e      | Élu en 1852. Réélu en 1854. Retrait. | 1853–1863 Essex et Hudson                                                                                          |
| Jacob R. Wortendyke (en)         | Démocrate             | 4 mars 1857 - 3 mars 1859           | 35e            | Élu en 1856. Perd sa réélection. | Essex, Hudson, and Union (Comté d'Union formé du Comté d'Essex (1857))                                             |
| William Pennington (en)          | Républicain           | 4 mars 1859 - 3 mars 1861           | 36e            | Élu en 1858. Perd sa réélection. | Essex, Hudson, and Union (Comté d'Union formé du Comté d'Essex (1857))                                             |
| Nehemiah Perry (en)              | Démocrate             | 4 mars 1861 - 3 mars 1865           | 37e , 38e      | Élu en 1860. Réélu en 1862. Retrait. | Essex, Hudson, and Union (Comté d'Union formé du Comté d'Essex (1857))                                             |
| Nehemiah Perry (en)              | Démocrate             | 4 mars 1861 - 3 mars 1865           | 37e , 38e      | Élu en 1860. Réélu en 1862. Retrait. | 1863–1873 Comté d'Hudson et Newark                                                                                 |
| Edwin R. V. Wright (en)          | Démocrate             | 4 mars 1865 - 3 mars 1867           | 39e            | Élu en 1864. Retrait. | |
| George A. Halsey (en)            | Républicain           | 4 mars 1867 - 3 mars 1869           | 40e            | Élu en 1866. Perd sa réélection. | |
| Orestes Cleveland (en)           | Démocrate             | 4 mars 1869 - 3 mars 1871           | 41e            | Élu en 1868. Perd sa réélection. | |
| George A. Halsey (en)            | Républicain           | 4 mars 1871 - 3 mars 1873           | 42e            | Élu en 1870. Retrait. | |
| William W. Phelps (en)           | Républicain           | 4 mars 1873 - 3 mars 1875           | 43e            | Élu en 1872. Perd sa réélection. | Bergen, Morris et Passaic                                                                                          |
| Augustus W. Cutler (en)          | Démocrate             | 4 mars 1875 - 3 mars 1879           | 44e , 45e      | Élu en 1874. Réélu en 1876. Retrait. | Bergen, Morris et Passaic                                                                                          |
| Charles H. Voorhis (en)          | Républicain           | 4 mars 1879 - 3 mars 1881           | 46e            | Élu en 1878. Retrait. | Bergen, Morris et Passaic                                                                                          |
| John Hill (en)                   | Républicain           | 4 mars 1881 - 3 mars 1883           | 47e            | Élu en 1880. Retrait. | Bergen, Morris et Passaic                                                                                          |
| Bernhart Henn (en)               | Républicain           | 4 mars 1883 - 3 mars 1889           | 48e - 50e      | Élu en 1882. Réélu en 1884. Réélu en 1886. Retrait. | Bergen, Morris et Passaic                                                                                          |
| Charles D. Beckwith (en)         | Républicain           | 4 mars 1889 - 3 mars 1891           | 51e            | Élu en 1888. Perd sa réélection. | Bergen, Morris et Passaic                                                                                          |
| Cornelius A. Cadmus (en)         | Démocrate             | 4 mars 1891 - 3 mars 1895           | 52,5352e , 53e | Élu en 1890. Réélu en 1892. Retrait. | Bergen, Morris et Passaic                                                                                          |
| Cornelius A. Cadmus (en)         | Démocrate             | 4 mars 1891 - 3 mars 1895           | 52,5352e , 53e | Élu en 1890. Réélu en 1892. Retrait. | Bergen et Passaic                                                                                                  |
| James F. Stewart (en)            | Républicain           | 4 mars 1895 - 3 mars 1903           | 54e - 57e      | Élu en 1894. Réélu en 1896. Réélu en 1898. Réélu en 1900. Perd sa réélection. | |
| Charles N. Fowler (en)           | Républicain           | 4 mars 1903 - 3 mars 1911           | 58e - 61e      | Redécoupage depuis le 8e district et réélu en 1902. Réélu en 1904. Réélu en 1906. Réélu en 1908. Retrait pour se présenter comme Sénateur des États-Unis.                                                     | Morris, Union et Warren                                                                                            |
| William E. Tuttle Jr. (en)       | Démocrate             | 4 mars 1911 - 3 mars 1915           | 62e , 63e      | Élu en 1910. Réélu en 1912. Perd sa réélection. | Morris, Union et Warren                                                                                            |
| William E. Tuttle Jr. (en)       | Démocrate             | 4 mars 1911 - 3 mars 1915           | 62e , 63e      | Élu en 1910. Réélu en 1912. Perd sa réélection. | Morris et Union |
| John H. Capstick (en)            | Républicain           | 4 mars 1915 - 17 mars 1918          | 64e , 65e      | Élu en 1914. Réélu en 1916. Décès. | |
| Vacant                           | Vacant                | 17 mars 1918 - 5 novembre 1918      |                | | |
| William F. Birch (en)            | Républicain           | 5 novembre 1918 - 3 mars 1919       | 65e            | Élu pour terminer le mandat de Chapstick. Retrait. | |
| Ernest R. Ackerman (en)          | Républicain           | 4 mars 1919 - 18 octobre 1931       | 66e - 72e      | Élu en 1918. Réélu en 1920. Réélu en 1922. Réélu en 1924. Réélu en 1926. Réélu en 1928. Réélu en 1930. Décès.                                                                                                 | |
| Vacant                           | Vacant                | 18 octobre 1931 - 1er décembre 1931 |                | | |
| Percy Hamilton Stewart (en)      | Démocrate             | 1er décembre 1931 - 3 mars 1933     | 72e            | Élu pour terminer le mandat d'Ackerman. Retrait pour se présenter comme Sénateur des États-Unis. | |
| Charles A. Eaton (en)            | Républicain           | 4 mars 1933 - 3 janvier 1953        | 73e - 82e      | Redécoupage depuis le 4e district et réélu en 1932. Réélu en 1934. Réélu en 1936. Réélu en 1938. Réélu en 1940. Réélu en 1942. Réélu en 1944. Réélu en 1946. Réélu en 1948. Réélu en 1950. Retrait.           | Morris, Somerset, et des parties de Middlesex (Nord de la Raritan River)                                           |
| Peter Frelinghuysen Jr. (en)     | Républicain           | 3 janvier 1953 - 3 janvier 1975     | 83e - 93e      | Élu en 1952. Réélu en 1954. Réélu en 1956. Réélu en 1958. Réélu en 1960. Réélu en 1962. Réélu en 1964. Réélu en 1966. Réélu en 1968. Réélu en 1970. Réélu en 1972. Retrait.                                   | Morris, Somerset, et des parties de Middlesex (Nord de la Raritan River)                                           |
| Peter Frelinghuysen Jr. (en)     | Républicain           | 3 janvier 1953 - 3 janvier 1975     | 83e - 93e      | Élu en 1952. Réélu en 1954. Réélu en 1956. Réélu en 1958. Réélu en 1960. Réélu en 1962. Réélu en 1964. Réélu en 1966. Réélu en 1968. Réélu en 1970. Réélu en 1972. Retrait.                                   | Morris et Somerset (La partie Nord de Middlesex a été supprimée et déplacée dans le 15e District (1962))           |
| Peter Frelinghuysen Jr. (en)     | Républicain           | 3 janvier 1953 - 3 janvier 1975     | 83e - 93e      | Élu en 1952. Réélu en 1954. Réélu en 1956. Réélu en 1958. Réélu en 1960. Réélu en 1962. Réélu en 1964. Réélu en 1966. Réélu en 1968. Réélu en 1970. Réélu en 1972. Retrait.                                   | Le district ne suit plus les limites du comté                                                                      |
| Millicent Fenwick                | Républicain           | 3 janvier 1975 - 3 janvier 1983     | 94e - 97e      | Élue en 1974. Réélue en 1976. Réélue en 1978. Réélue en 1980. Redécoupage vers le 12e district et retrait pour se présenter comme Sénatrice des États-Unis.                                                   | Somerset, parties de Morris et partis de Mercer (Princeton, Princeton Borough et West Windsor)                     |
| Marge Roukema                    | Républicain           | 3 janvier 1983 - 3 janvier 2003     | 98e - 107e     | Redécoupage depuis le 7e district et réélue en 1982. Réélue en 1984. Réélue en 1986. Réélue en 1988. Réélue en 1990. Réélue en 1992. Réélue en 1994. Réélue en 1996. Réélue en 1998. Réélue en 2000. Retrait. | Parties de Bergen, Hunterdon, Mercer (Hopewell, Hopewell Borough et Pennington), Morris, Passaic, Sussex et Warren |
| Marge Roukema                    | Républicain           | 3 janvier 1983 - 3 janvier 2003     | 98e - 107e     | Redécoupage depuis le 7e district et réélue en 1982. Réélue en 1984. Réélue en 1986. Réélue en 1988. Réélue en 1990. Réélue en 1992. Réélue en 1994. Réélue en 1996. Réélue en 1998. Réélue en 2000. Retrait. | Sussex (à l'exception de Byram et Green) et les parties Nord de Bergen et Passaic                                  |
| Marge Roukema                    | Républicain           | 3 janvier 1983 - 3 janvier 2003     | 98e - 107e     | Redécoupage depuis le 7e district et réélue en 1982. Réélue en 1984. Réélue en 1986. Réélue en 1988. Réélue en 1990. Réélue en 1992. Réélue en 1994. Réélue en 1996. Réélue en 1998. Réélue en 2000. Retrait. | |
| Scott Garrett                    | Républicain           | 3 janvier 2003 - 3 janvier 2017     | 108e - 114e    | Élu en 2002. Réélu en 2004. Réélu en 2006. Réélu en 2008. Réélu en 2010. Réélu en 2012. Réélu en 2014. Perd sa réélection.                                                                                    | 2003–2013 Warren, parties de Bergen, Passaic et Sussex                                                             |
| Scott Garrett                    | Républicain           | 3 janvier 2003 - 3 janvier 2017     | 108e - 114e    | Élu en 2002. Réélu en 2004. Réélu en 2006. Réélu en 2008. Réélu en 2010. Réélu en 2012. Réélu en 2014. Perd sa réélection.                                                                                    | 2013–2023 Parties de Bergen, Passaic, Sussex et Warren                                                             |
| Josh Gottheimer                  | Démocrate             | 3 janvier 2017 - Présent            | 115e - 118e    | Élu en 2016. Réélu en 2018. Réélu en 2020. Réélu en 2022. | |
| Josh Gottheimer                  | Démocrate             | 3 janvier 2017 - Présent            | 115e - 118e    | Élu en 2016. Réélu en 2018. Réélu en 2020. Réélu en 2022. | 2023–Présent Parties de Bergen, Passaic et Sussex                                                                  |

## Résultats des précédentes élections
Voici les résultats des dix précédents cycles électoraux dans le district.

### 2004
| Élection de 2004 du 5e district congressionnel du New Jersey | Élection de 2004 du 5e district congressionnel du New Jersey | Élection de 2004 du 5e district congressionnel du New Jersey | Élection de 2004 du 5e district congressionnel du New Jersey | Élection de 2004 du 5e district congressionnel du New Jersey |
| ------------------------------------------------------------ | ------------------------------------------------------------ | ------------------------------------------------------------ | ------------------------------------------------------------ | ------------------------------------------------------------ |
| Parti                                                        | Parti                                                        | Candidat                                                     | Votes                                                        | %                                                            |
|                                                              | Républicain                                                  | Scott Garrett (sortant)                                      | 171 220                                                      | 57,6                                                         |
|                                                              | Démocrate                                                    | Dorothea Ann Wolfe                                           | 122 259                                                      | 41,1                                                         |
|                                                              | Indépendant                                                  | Victor Kaplan                                                | 1 857                                                        | 0,6                                                          |
|                                                              | Indépendant                                                  | Thomas A. Phelan                                             | 1 515                                                        | 0,5                                                          |
|                                                              | Indépendant                                                  | Gregory Pason                                                | 574                                                          | 0,2                                                          |
| Total des votes                                              | Total des votes                                              | Total des votes                                              | 297 425                                                      | 100 %                                                        |
|                                                              | Les Républicains conservent                                  |                                                              |                                                              |                                                              |

### 2006
| Élection de 2006 du 5e district congressionnel du New Jersey | Élection de 2006 du 5e district congressionnel du New Jersey | Élection de 2006 du 5e district congressionnel du New Jersey | Élection de 2006 du 5e district congressionnel du New Jersey | Élection de 2006 du 5e district congressionnel du New Jersey |
| ------------------------------------------------------------ | ------------------------------------------------------------ | ------------------------------------------------------------ | ------------------------------------------------------------ | ------------------------------------------------------------ |
| Parti                                                        | Parti                                                        | Candidat                                                     | Votes                                                        | %                                                            |
|                                                              | Républicain                                                  | Scott Garrett (sortant)                                      | 112 142                                                      | 54,9                                                         |
|                                                              | Démocrate                                                    | Phil Aronsohn                                                | 89 503                                                       | 43,8                                                         |
|                                                              | Indépendant                                                  | R. Matthew Fretz                                             | 2 597                                                        | 1,3                                                          |
| Total des votes                                              | Total des votes                                              | Total des votes                                              | 204 242                                                      | 100 %                                                        |
|                                                              | Les Républicains conservent                                  |                                                              |                                                              |                                                              |

### 2008
| Élection de 2008 du 5e district congressionnel du New Jersey | Élection de 2008 du 5e district congressionnel du New Jersey | Élection de 2008 du 5e district congressionnel du New Jersey | Élection de 2008 du 5e district congressionnel du New Jersey | Élection de 2008 du 5e district congressionnel du New Jersey |
| ------------------------------------------------------------ | ------------------------------------------------------------ | ------------------------------------------------------------ | ------------------------------------------------------------ | ------------------------------------------------------------ |
| Parti                                                        | Parti                                                        | Candidat                                                     | Votes                                                        | %                                                            |
|                                                              | Républicain                                                  | Scott Garrett (sortant)                                      | 172 653                                                      | 55,9                                                         |
|                                                              | Démocrate                                                    | Dennis Shulman                                               | 131 033                                                      | 42,4                                                         |
|                                                              | Vert                                                         | Ed Fanning                                                   | 5 321                                                        | 1,7                                                          |
| Total des votes                                              | Total des votes                                              | Total des votes                                              | 309 007                                                      | 100 %                                                        |
|                                                              | Les Républicains conservent                                  |                                                              |                                                              |                                                              |

### 2010
| Élection de 2010 du 5e district congressionnel du New Jersey | Élection de 2010 du 5e district congressionnel du New Jersey | Élection de 2010 du 5e district congressionnel du New Jersey | Élection de 2010 du 5e district congressionnel du New Jersey | Élection de 2010 du 5e district congressionnel du New Jersey |
| ------------------------------------------------------------ | ------------------------------------------------------------ | ------------------------------------------------------------ | ------------------------------------------------------------ | ------------------------------------------------------------ |
| Parti                                                        | Parti                                                        | Candidat                                                     | Votes                                                        | %                                                            |
|                                                              | Républicain                                                  | Scott Garrett (sortant)                                      | 124 030                                                      | 64,9                                                         |
|                                                              | Démocrate                                                    | Tod Theise                                                   | 62 634                                                       | 32,8                                                         |
|                                                              | Indépendant                                                  | Mark D. Quick                                                | 1 646                                                        | 0,9                                                          |
|                                                              | Indépendant                                                  | James Douglas Radigan                                        | 336                                                          | 0,2                                                          |
| Total des votes                                              | Total des votes                                              | Total des votes                                              | 190 993                                                      | 100 %                                                        |
|                                                              | Les Républicains conservent                                  |                                                              |                                                              |                                                              |

### 2012
| Élection de 2012 du 5e district congressionnel du New Jersey | Élection de 2012 du 5e district congressionnel du New Jersey | Élection de 2012 du 5e district congressionnel du New Jersey | Élection de 2012 du 5e district congressionnel du New Jersey | Élection de 2012 du 5e district congressionnel du New Jersey |
| ------------------------------------------------------------ | ------------------------------------------------------------ | ------------------------------------------------------------ | ------------------------------------------------------------ | ------------------------------------------------------------ |
| Parti                                                        | Parti                                                        | Candidat                                                     | Votes                                                        | %                                                            |
|                                                              | Républicain                                                  | Scott Garrett (sortant)                                      | 167 501                                                      | 55,0                                                         |
|                                                              | Démocrate                                                    | Adam Gussen                                                  | 130 100                                                      | 42,7                                                         |
|                                                              | Vert                                                         | Patricia Alessandrini                                        | 6 770                                                        | 2,2                                                          |
| Total des votes                                              | Total des votes                                              | Total des votes                                              | 304 371                                                      | 100 %                                                        |
|                                                              | Les Républicains conservent                                  |                                                              |                                                              |                                                              |

### 2014
| Élection de 2014 du 5e district congressionnel du New Jersey | Élection de 2014 du 5e district congressionnel du New Jersey | Élection de 2014 du 5e district congressionnel du New Jersey | Élection de 2014 du 5e district congressionnel du New Jersey | Élection de 2014 du 5e district congressionnel du New Jersey |
| ------------------------------------------------------------ | ------------------------------------------------------------ | ------------------------------------------------------------ | ------------------------------------------------------------ | ------------------------------------------------------------ |
| Parti                                                        | Parti                                                        | Candidat                                                     | Votes                                                        | %                                                            |
|                                                              | Républicain                                                  | Scott Garrett (sortant)                                      | 104 678                                                      | 55,4                                                         |
|                                                              | Démocrate                                                    | Roy Cho                                                      | 81 808                                                       | 43,3                                                         |
|                                                              | Indépendant                                                  | Mark D. Quick                                                | 2 435                                                        | 1,3                                                          |
| Total des votes                                              | Total des votes                                              | Total des votes                                              | 188 921                                                      | 100 %                                                        |
|                                                              | Les Républicains conservent                                  |                                                              |                                                              |                                                              |

### 2016
| Élection de 2016 du 5e district congressionnel du New Jersey | Élection de 2016 du 5e district congressionnel du New Jersey | Élection de 2016 du 5e district congressionnel du New Jersey | Élection de 2016 du 5e district congressionnel du New Jersey | Élection de 2016 du 5e district congressionnel du New Jersey |
| ------------------------------------------------------------ | ------------------------------------------------------------ | ------------------------------------------------------------ | ------------------------------------------------------------ | ------------------------------------------------------------ |
| Parti                                                        | Parti                                                        | Candidat                                                     | Votes                                                        | %                                                            |
|                                                              | Démocrate                                                    | Josh Gottheimer                                              | 172 587                                                      | 51,1                                                         |
|                                                              | Républicain                                                  | Scott Garrett (sortant)                                      | 157 690                                                      | 46,7                                                         |
|                                                              | Libertarien                                                  | Claudio Belusic                                              | 7 424                                                        | 2,2                                                          |
| Total des votes                                              | Total des votes                                              | Total des votes                                              | 337 701                                                      | 100 %                                                        |
|                                                              | Les Démocrates prennent aux Républicains                     |                                                              |                                                              |                                                              |

### 2018
| Élection de 2018 du 5e district congressionnel du New Jersey | Élection de 2018 du 5e district congressionnel du New Jersey | Élection de 2018 du 5e district congressionnel du New Jersey | Élection de 2018 du 5e district congressionnel du New Jersey | Élection de 2018 du 5e district congressionnel du New Jersey |
| ------------------------------------------------------------ | ------------------------------------------------------------ | ------------------------------------------------------------ | ------------------------------------------------------------ | ------------------------------------------------------------ |
| Parti                                                        | Parti                                                        | Candidat                                                     | Votes                                                        | %                                                            |
|                                                              | Démocrate                                                    | Josh Gottheimer (sortant)                                    | 169 546                                                      | 56,2                                                         |
|                                                              | Républicain                                                  | John J. McCann                                               | 128 255                                                      | 42,5                                                         |
|                                                              | Libertarien                                                  | James Tosone                                                 | 2 115                                                        | 0,7                                                          |
|                                                              | Indépendant                                                  | Wendy Goetz                                                  | 1 907                                                        | 0,6                                                          |
| Total des votes                                              | Total des votes                                              | Total des votes                                              | 337 701                                                      | 100 %                                                        |
|                                                              | Les Démocrates conservent                                    |                                                              |                                                              |                                                              |

### 2020
| Élection de 2018 du 5e district congressionnel du New Jersey | Élection de 2018 du 5e district congressionnel du New Jersey | Élection de 2018 du 5e district congressionnel du New Jersey | Élection de 2018 du 5e district congressionnel du New Jersey | Élection de 2018 du 5e district congressionnel du New Jersey |
| ------------------------------------------------------------ | ------------------------------------------------------------ | ------------------------------------------------------------ | ------------------------------------------------------------ | ------------------------------------------------------------ |
| Parti                                                        | Parti                                                        | Candidat                                                     | Votes                                                        | %                                                            |
|                                                              | Démocrate                                                    | Josh Gottheimer (sortant)                                    | 225 175                                                      | 53,2                                                         |
|                                                              | Républicain                                                  | Frank Pallotta                                               | 193 333                                                      | 45,6                                                         |
|                                                              | Indépendant                                                  | Wendy Goetz                                                  | 1 907                                                        | 0,6                                                          |
| Total des votes                                              | Total des votes                                              | Total des votes                                              | 423 636                                                      | 100 %                                                        |
|                                                              | Les Démocrates conservent                                    |                                                              |                                                              |                                                              |

### 2022
| Primaire Démocrate de 2022 du 5e district congressionnel du New Jersey | Primaire Démocrate de 2022 du 5e district congressionnel du New Jersey | Primaire Démocrate de 2022 du 5e district congressionnel du New Jersey | Primaire Démocrate de 2022 du 5e district congressionnel du New Jersey | Primaire Démocrate de 2022 du 5e district congressionnel du New Jersey |
| ---------------------------------------------------------------------- | ---------------------------------------------------------------------- | ---------------------------------------------------------------------- | ---------------------------------------------------------------------- | ---------------------------------------------------------------------- |
| Parti                                                                  | Parti                                                                  | Candidat                                                               | Votes                                                                  | %                                                                      |
|                                                                        | Démocrate                                                              | Josh Gottheimer (sortant)                                              | 31 142                                                                 | 100                                                                    |

| Primaire Républicaine de 2022 du 5e district congressionnel du New Jersey | Primaire Républicaine de 2022 du 5e district congressionnel du New Jersey | Primaire Républicaine de 2022 du 5e district congressionnel du New Jersey | Primaire Républicaine de 2022 du 5e district congressionnel du New Jersey | Primaire Républicaine de 2022 du 5e district congressionnel du New Jersey |
| ------------------------------------------------------------------------- | ------------------------------------------------------------------------- | ------------------------------------------------------------------------- | ------------------------------------------------------------------------- | ------------------------------------------------------------------------- |
| Parti                                                                     | Parti                                                                     | Candidat                                                                  | Votes                                                                     | %                                                                         |
|                                                                           | Républicain                                                               | Frank Pallotta                                                            | 16 021                                                                    | 50,2                                                                      |
|                                                                           | Républicain                                                               | Nick De Gregorio                                                          | 14 560                                                                    | 45,6                                                                      |
|                                                                           | Républicain                                                               | Sab Skenderi                                                              | 712                                                                       | 2,2                                                                       |
|                                                                           | Républicain                                                               | Fred Schneiderman (retrait non officiel)                                  | 629                                                                       | 2,0                                                                       |

| Élection de 2022 du 5e district congressionnel du New Jersey | Élection de 2022 du 5e district congressionnel du New Jersey | Élection de 2022 du 5e district congressionnel du New Jersey | Élection de 2022 du 5e district congressionnel du New Jersey | Élection de 2022 du 5e district congressionnel du New Jersey |
| ------------------------------------------------------------ | ------------------------------------------------------------ | ------------------------------------------------------------ | ------------------------------------------------------------ | ------------------------------------------------------------ |
| Parti                                                        | Parti                                                        | Candidat                                                     | Votes                                                        | %                                                            |
|                                                              | Démocrate                                                    | Josh Gottheimer (sortant)                                    | 145 559                                                      | 54,7                                                         |
|                                                              | Républicain                                                  | Frank Pallotta                                               | 117 873                                                      | 44,3                                                         |
|                                                              | Libertarien                                                  | Jeremy Marcus                                                | 1193                                                         | 0,4                                                          |
|                                                              | Indépendant                                                  | Trevor Ferrigno                                              | 700                                                          | 0,3                                                          |
|                                                              | Indépendant                                                  | Louis Vellucci                                               | 618                                                          | 0,2                                                          |
| Total des votes                                              | Total des votes                                              | Total des votes                                              | 265 943                                                      | 100 %                                                        |
|                                                              | Les Démocrates conservent                                    |                                                              |                                                              |                                                              |

### 2024
| Primaire Démocrate de 2024 du 5e district congressionnel du New Jersey | Primaire Démocrate de 2024 du 5e district congressionnel du New Jersey | Primaire Démocrate de 2024 du 5e district congressionnel du New Jersey | Primaire Démocrate de 2024 du 5e district congressionnel du New Jersey | Primaire Démocrate de 2024 du 5e district congressionnel du New Jersey |
| ---------------------------------------------------------------------- | ---------------------------------------------------------------------- | ---------------------------------------------------------------------- | ---------------------------------------------------------------------- | ---------------------------------------------------------------------- |
| Parti                                                                  | Parti                                                                  | Candidat                                                               | Votes                                                                  | %                                                                      |
|                                                                        | Démocrate                                                              | Josh Gottheimer (sortant)                                              | 42 819                                                                 | 100%                                                                   |

| Primaire Républicaine de 2024 du 5e district congressionnel du New Jersey | Primaire Républicaine de 2024 du 5e district congressionnel du New Jersey | Primaire Républicaine de 2024 du 5e district congressionnel du New Jersey | Primaire Républicaine de 2024 du 5e district congressionnel du New Jersey | Primaire Républicaine de 2024 du 5e district congressionnel du New Jersey |
| ------------------------------------------------------------------------- | ------------------------------------------------------------------------- | ------------------------------------------------------------------------- | ------------------------------------------------------------------------- | ------------------------------------------------------------------------- |
| Parti                                                                     | Parti                                                                     | Candidat                                                                  | Votes                                                                     | %                                                                         |
|                                                                           | Républicain                                                               | Mary Jo Guinchard                                                         | 21 321                                                                    | 69,5                                                                      |
|                                                                           | Républicain                                                               | George Song                                                               | 9238                                                                      | 30,1                                                                      |

| Élection de 2024 du 5e district congressionnel du New Jersey | Élection de 2024 du 5e district congressionnel du New Jersey | Élection de 2024 du 5e district congressionnel du New Jersey | Élection de 2024 du 5e district congressionnel du New Jersey | Élection de 2024 du 5e district congressionnel du New Jersey |
| ------------------------------------------------------------ | ------------------------------------------------------------ | ------------------------------------------------------------ | ------------------------------------------------------------ | ------------------------------------------------------------ |
| Parti                                                        | Parti                                                        | Candidat                                                     | Votes                                                        | %                                                            |
|                                                              | Démocrate                                                    | Josh Gottheimer (sortant)                                    | TBD                                                          | TBD                                                          |
|                                                              | Républicain                                                  | Mary Jo Guinchard                                            | TBD                                                          | TBD                                                          |
|                                                              | Vert                                                         | Beau Forte                                                   | TBD                                                          | TBD                                                          |
|                                                              | Libertarien                                                  | James Tosone                                                 | TBD                                                          | TBD                                                          |
|                                                              | Indépendant                                                  | Aamir Arif                                                   | TBD                                                          | TBD                                                          |
| Total des votes                                              | Total des votes                                              | Total des votes                                              | TBD                                                          | 100 %                                                        |
|                                                              |                                                              |                                                              |                                                              |                                                              |